# Elisabeth Meuleman
Elisabeth Meuleman (Gent, 3 september 1975) is een Belgisch politica voor Groen.

## Biografie
Meuleman studeerde filosofie en vergelijkende literatuurwetenschappen aan de Britse Universiteit van Essex en Universiteit van Warwick en studeerde daar respectievelijk in 1997 en 1998 af. Na haar studies werkte ze een jaar aan de Universiteit van Oxford. In 2000 keerde ze terug naar België en ze woont sindsdien in Oudenaarde. Drie jaar lang werkte ze als communicatiemedewerker voor de British Council in België, waarna ze bij Groen aan de slag ging. Van 2004 tot 2007 was ze provinciaal medewerkster en van 2007 tot 2009 beleidsmedewerkster van de partij. Voor de studiedienst van Groen werkte ze rond de thema's onderwijs, welzijn en cultuur. 
Bij de gemeenteraadsverkiezingen van oktober 2006 werd ze verkozen in de gemeenteraad van Oudenaarde. Na drie legislaturen als gemeenteraadslid te hebben gezeteld, werd Meuleman in december 2024 eerste schepen van Oudenaarde, bevoegd voor burgerzaken, sociale zaken, jeugd, onderwijs en gelijke kansen, alsook voorzitter van het Bijzonder comité voor de sociale dienst.
Bij de rechtstreekse Vlaamse verkiezingen van 7 juni 2009 werd Meuleman verkozen in de kieskring Oost-Vlaanderen. Ze werd er de onderwijsspecialiste van haar partij. Eind november 2012 werd ze, toen Filip Watteeuw schepen werd in Gent, fractievoorzitter van Groen in het Vlaams Parlement, wat ze bleef tot in mei 2014. Ook na de volgende Vlaamse verkiezingen van 25 mei 2014 en die van 26 mei 2019 bleef ze Vlaams volksvertegenwoordiger. Ze was van 2019 tot 2022 in het Vlaams Parlement voorzitter van de commissie Cultuur, Jeugd, Sport en Media en daarna maakte ze van oktober 2022 tot aan het einde van haar mandaat in juni 2024 als secretaris deel uit van het Bureau van het Vlaams Parlement.
Van juli 2014 tot mei 2019 was ze voor haar partij ook lid van de Senaat als deelstaatsenator aangewezen door het Vlaams Parlement. In de Senaat was ze van 2014 tot 2019 fractieleider van de Groen-Ecolo-fractie.
In mei 2022 stelde Meuleman zich samen met Brussels Hoofdstedelijk Parlementslid Juan Benjumea Moreno kandidaat om Meyrem Almaci op te volgen als voorzitter van Groen. Net als hun tegenkandidaten presenteerden ze zich als kandidaten voor een co-voorzitterschap, waarmee komaf werd gemaakt met de klassieke verdeling van voorzitter en ondervoorzitter binnen de partij. Bij de voorzittersverkiezingen van 11 juni 2022 behaalden Meuleman en Benjumea Moreno met 35 procent van de stemmen de tweede plaats, waarbij ze de duimen moesten leggen voor Jeremie Vaneeckhout en Nadia Naji.
Ze besloot in eerste instantie niet meer op te komen bij de Vlaamse verkiezingen van mei 2024 en wilde zich richten op de lokale verkiezingen later dat jaar, in Oudenaarde. Uiteindelijk wilde Meuleman op vraag van haar partij toch een ondersteunende plaats op de Vlaamse lijst innemen, maar dat werd weggestemd door het provinciale congres van Groen in Oost-Vlaanderen.
In 2021 richtte ze met Pieter Marechal en Axel Ronse het bedrijf Sixie op, een start-up die gepensioneerden als uitzendkracht of freelancer inzet bij kmo'§s.

## Persoonlijk
Ze is de partner van Open Vld-politicus Jo De Ro, die in het Vlaams Parlement zetelde.